# Bercel
Bercel est un village et une commune du comitat de Nógrád en Hongrie.
La commune de Bercel est connue pour ses nombreux châteaux, dont les principaux sont le château Kállay (du nom de Benjamin Kállay, ministre des Finances sous la monarchie austro-hongroise), le château Bodor (ou Bene-Teichmann) et le château Berczelly.